# Insula Bylot

Localizarea insulei Bylot în Arhipelagul Arctic Canadian

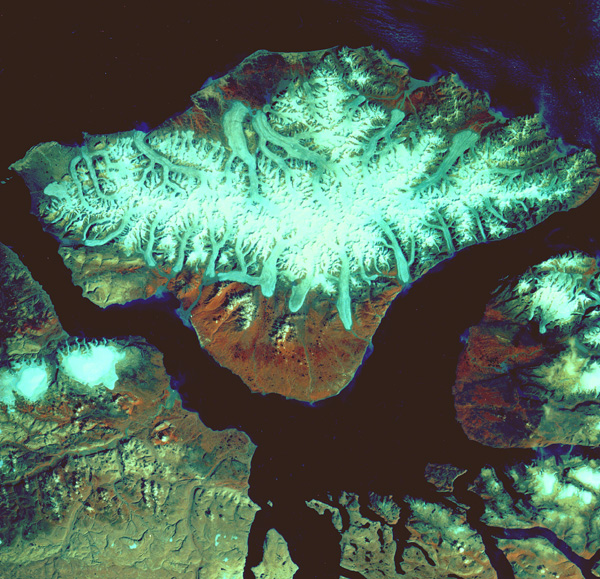
Imagine din satelit a insulei Bylot

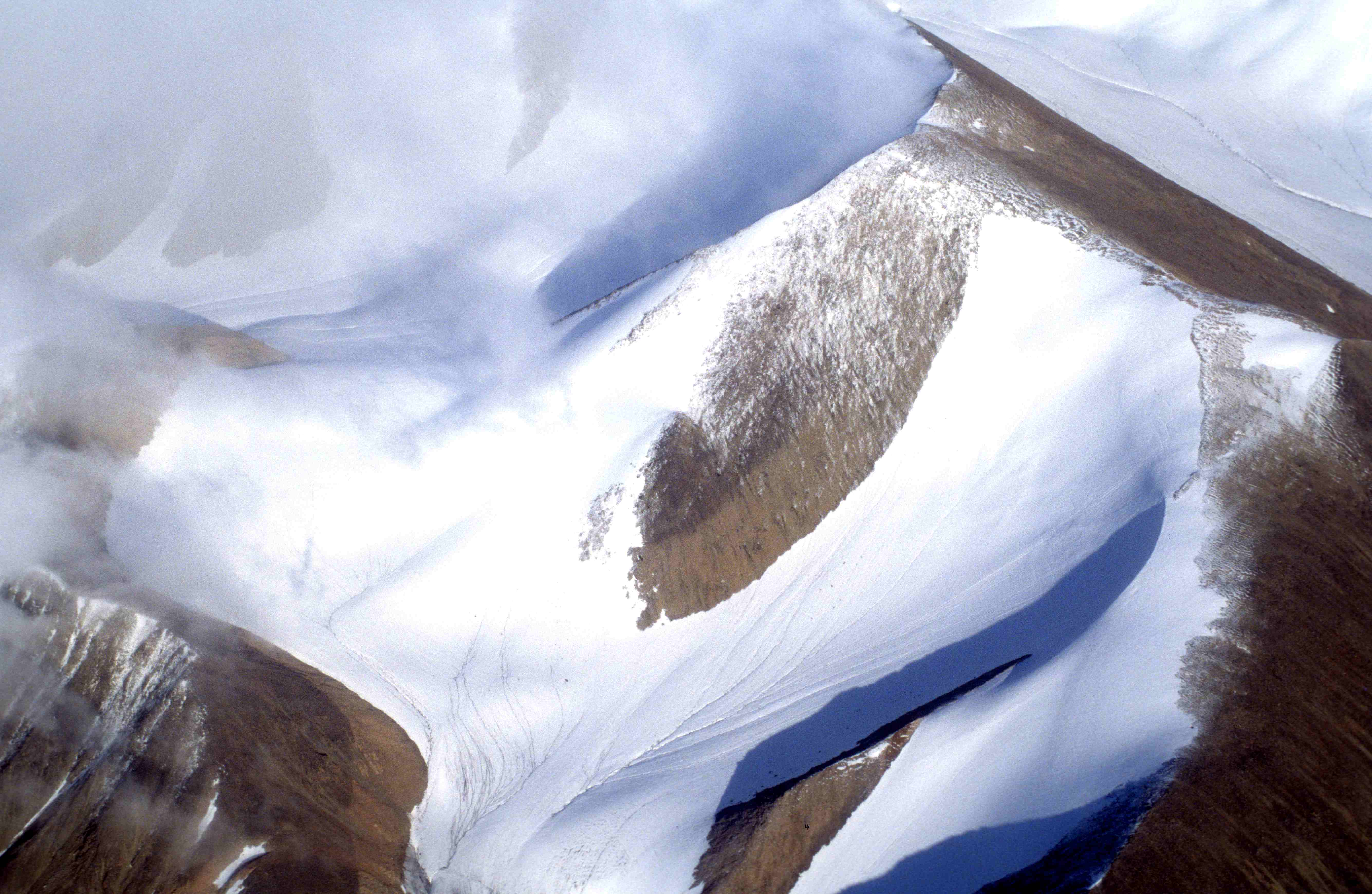
Munţii Byam Martin de pe insula Bylot

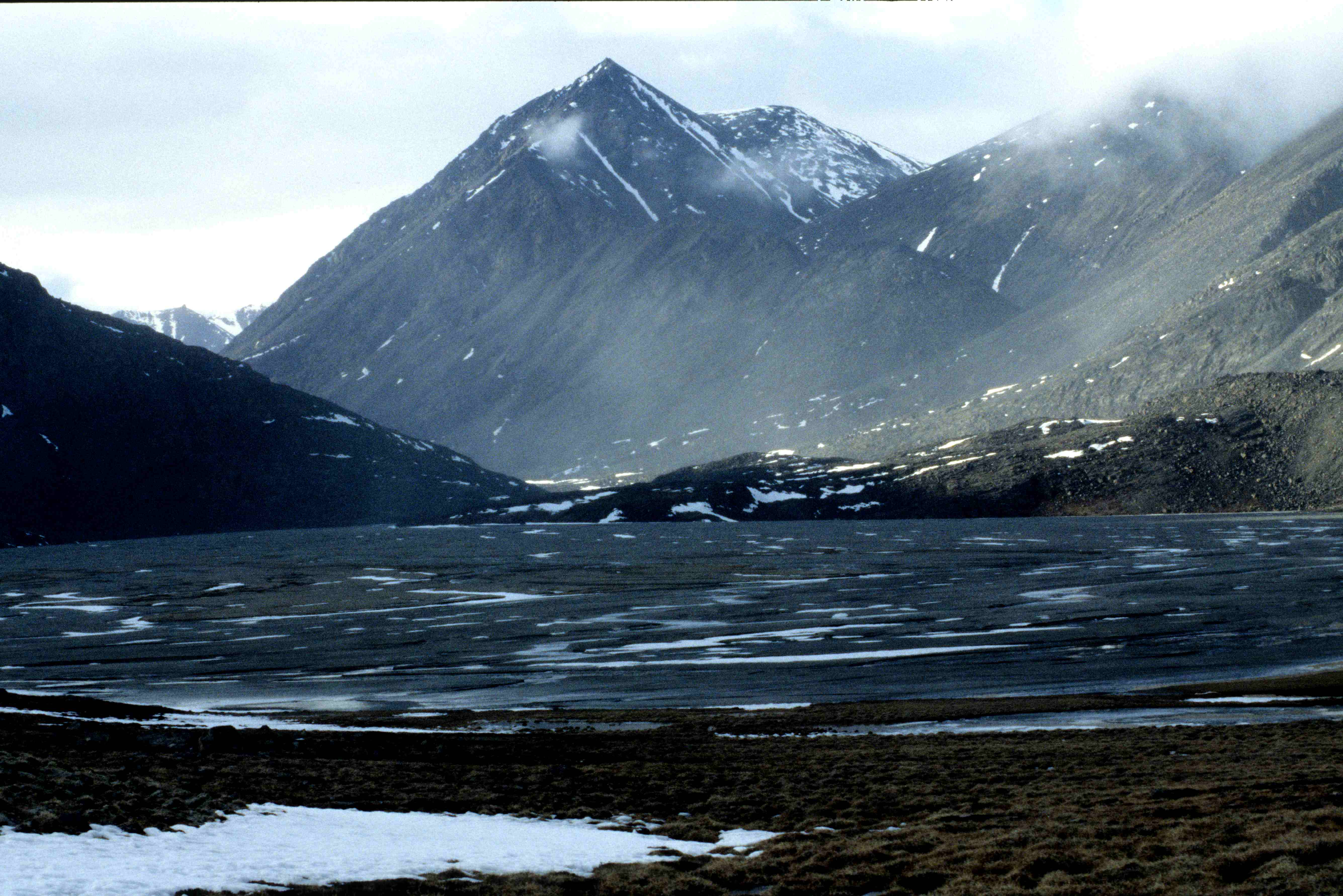
Morenă glaciară pe insula Bylot

Insula Bylot este o insulă nelocuită permanent din Arhipelagul Arctic Canadian, aparținând administrativ de regiunea Qikiqtaaluk a teritoriului Nunavut din Canada. Cu o suprafață de 11067 km2 ,  ocupă locul 71 în lume și locul 17 în Canada..
Insula se află lângă capătul nord-estic al insulei Baffin, fiind separată de aceasta la vest prin strâmtoarea Navy Board, la sud-vest prin strâmtoarea Eclipse iar la sud prin strâmtoarea Pond. La est și la nord de insulă se întinde Marea Baffin, iar în nord-vest se află capătul estic al strâmtorii Lancaster, un segment al canalului Parry.
Cea mai mare parte a insulei Bylot este acoperită de munți, câmpuri de gheață și ghețari. 
Munții de pe insulă fac parte din lanțul de munți Byam Martin de pe insula Baffin, la rândul lor parte a Cordilierei Arctice. Cel mai înalt punct de pe insulă este vârful Angilaaq, cu o înălțime de 1944 m deasupra nivelului mării. În colțul de sud-vest al insulei există o câmpie de cca. 1600 km2 cu vegetație de tundră. 
Pe insula Bylot cade anual un volum relativ însemnat de precipitații, ceea ce a dus la apariția unei flore și faune relativ bogate. Astfel, pe insulă se găsesc peste 360 specii de plante, 74 specii de păsări și 7 specii de animale
Insula face parte, începând din 2001, din Parcul Național Sirmilik, care mai cuprinde și unele părți ale insulei Baffin.
Încă dinainte de fondarea parcului național, pe insulă fuseseră create două  sanctuare pentru păsări migratoare: Cape Hay și Cape Graham Moore,  care ulterior au fost unite și apoi incluse în parcul național.
Insula este numită după exploratorul englez Robert Bylot care la începutul secolului al XVII-lea a participat la o serie de expediții în zona arctică.